# Praia do Estaleiro
Praia do Estaleiro, em Balneário Camboriú.
A Praia do Estaleiro é uma praia localizada no município de Balneário Camboriú, no estado brasileiro de Santa Catarina.
Colonizada por filhos de luso açorianos, vindo da ilha do desterro (antiga Florianópolis) sendo eles Thomas Antônio Pereira e Manoel Severino Vieira. O local era usado como parada para o conserto de navios.
Localizada na região da Interpraias, a Riviera Catarinense, recebe a maior parte das residências de níveis luxuosos. A Praia do Estaleiro possui uma extensão de 1.710 metros e certificação internacional Bandeira Azul.